# Basic Soul (Koko Taylor)
Basic Soul è il secondo album di Koko Taylor, pubblicato dalla Chess Records nel 1972.
Il disco fu registrato nel 1971 e 1972 al Ter-Mar Recording Studios di Chicago, Illinois (Stati Uniti).

## Tracce
Brani composti da Willie Dixon, tranne dove indicato.
Lato A
1. It's a Poor Dog – 3:50 (Lafayette Leake, C. Taylor)
2. Let Me Love You Baby – 2:43
3. Bills, Bills and More Bills – 2:50
4. I Need More and More – 3:43
5. Love Me to Death – 3:33

Lato B
1. That's the Way Love Is – 3:24 (Deadric Malone)
2. Un Huh My Baby – 3:51
3. Tease Your Man – 4:20 (Ed Winfield, Lafayette Leake)
4. Pollution – 3:15 (Ed Winfield, Lafayette Leake)
5. Violent Love – 2:45

## Musicisti
- Koko Taylor - voce
- Mighty Joe Young - chitarra
- Reggie Boyd - chitarra
- Lafayette Leake - pianoforte
- Louis Satterfield - basso
- Clifton James - batteria
- Gene Barge - arrangiamenti (strumenti a fiato) [4]